# Martinius ripisaltator
Martinius ripisaltator är en skalbaggsart som beskrevs av Theodore J. Spilman 1966. Martinius ripisaltator ingår i släktet Martinius och familjen lerstrandbaggar. Inga underarter finns listade i Catalogue of Life.